# Lethrinops macracanthus
Lethrinops macracanthus är en fiskart som beskrevs av Trewavas, 1931. Lethrinops macracanthus ingår i släktet Lethrinops och familjen Cichlidae. IUCN kategoriserar arten globalt som starkt hotad. Inga underarter finns listade i Catalogue of Life.